# 빗물 집수

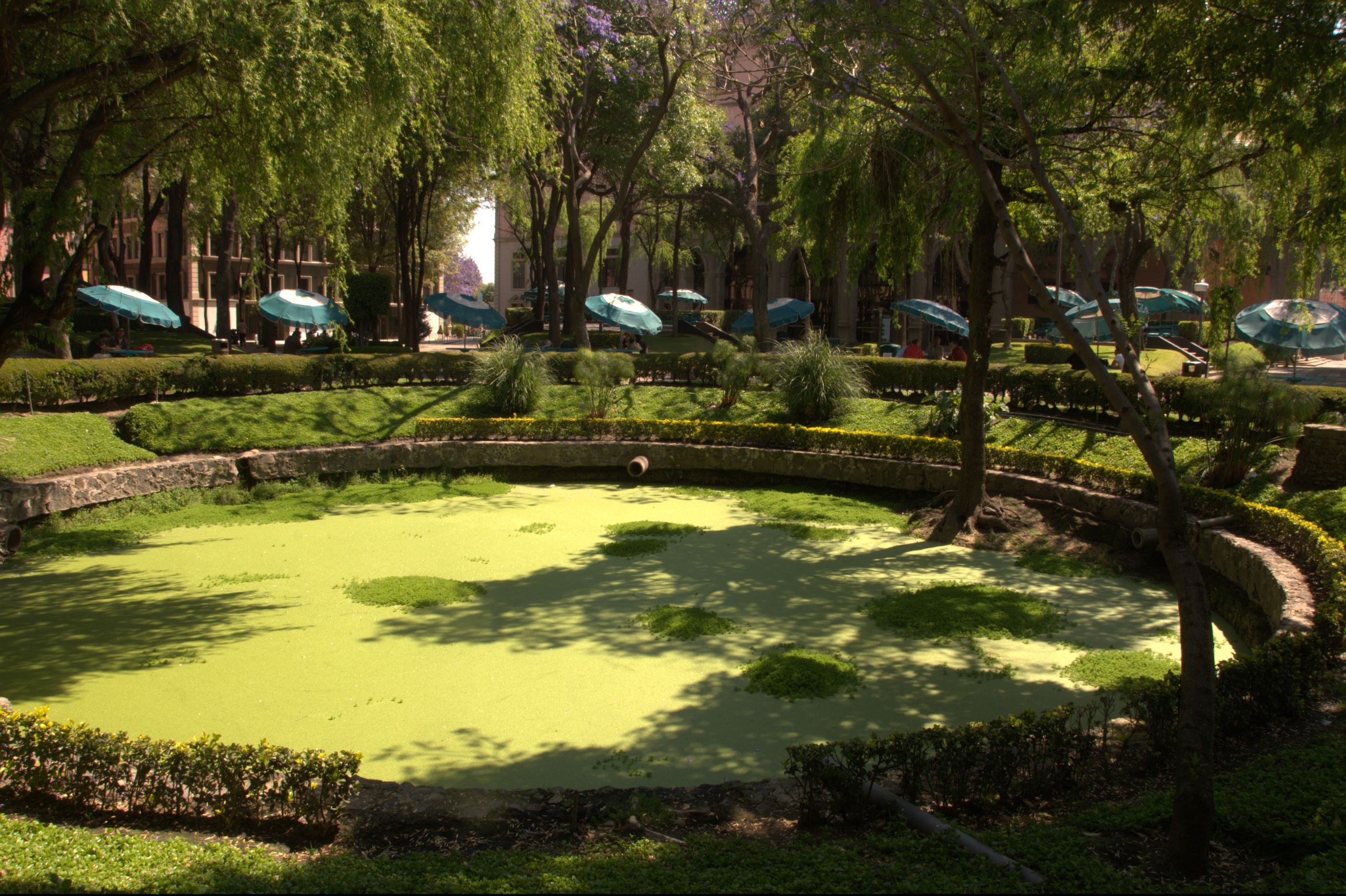
멕시코 시티의 몬테레이 공과대학교의 빗물 포획 저장 체계

빗물 집수(Rainwater harvesting)는 내버려두면 흘러 없어질 빗물의 축적과 저장을 의미한다. 빗물은 강이나 지붕에서 수집될 수 있고 수집된 물은 대부분의 경우 깊은 구덩이(우물, 수갱, 시추공) 이 있는 저장소로 향하거나, 그물이나 다른 도구를 사용해 이슬이나 안개에서 수집된다. 빗물은 정원, 가축, 관개, 적절한 처리를 동반한 가정적인 사용, 실내 난방, 음용수, 장기간 저장, 지하수 충전과 같은 다양한 목적에 사용된다.
빗물 수집은 주로 사용자가 자금을 대는 제일 단순하고 오래된 가정을 위한 물의 자체 공급 방식 중 하나다.

## 역사

### 고대
빗물을 저장하기 위한 수조의 건설과 사용은 석회반죽 수조가 레반트, 남서아시아의 넓은 지역, 토로스산맥 남쪽, 서쪽으로는 지중해 연안, 남쪽으로는 아라비아 사막, 동쪽으로는 메소포타미아에 이르는 지역에 위치한 마을들의 주택의 지붕에 건설된 신석기 시대까지 거슬러 올라간다. 기원 전 4000년대 후반기까지, 저수조들은 건지 농업에 사용될 물 관리 기술의 핵심적인 요소였다.

많은 고대의 저수조들이 예루살렘과 이스라엘 지역 전체에서 발견되었다. 성서에 등장하는 도시 아이 라고 여겨지는 장소에서, 기원전 2500년에 만들어진 큰 저수조가 발견되었고 약 1700 입방미터의 물을 담을 수 있다. 이것은 단단한 바위를 깎아, 큰 돌들로 경계를 그렸고, 누수를 막기 위해 진흙으로 봉해졌다.
크레타의 그리스의 섬은 기원전 2,600년부터 기원전 1,100년까지의 미노스 문명 기간 동안 빗물의 수집과 저장을 위해 큰 저수지들을 사용한 것으로 알려져 있다. 네 개의 큰 저수지들이 미르토스 피르고스, 알카네즈, 자크로에스에서 발견되었다. 미르토스 피르고스에서 발견된 수조는 80 입방미터 이상의 물을 저장할 수 있으며 기원 전 1700년에 만들어졌다.
기원전 300년 경, 인도의 (현재 파키스탄, 아프가니스탄, 이란에 위치해 있는)발루치스탄과 쿠치의 농업 공동체는 빗물 수집을 농업과 다른 많은 용도로 사용했다. 인도의 타밀 나두에서는 촐라 왕조에 의해 빗물 수집이 이루어졌다. 인도 탄자부르 발라간파티 나가에 있는 브리하디스와라 사원의 빗물은 시바강가 저수지에 수집되었다. 촐라 왕조 후기에, 타밀 나두의 쿠달로르 지역에 있는 Vīrānam 수조가 음용과 관개에 사용될 물을 저장하기 위해 1011년부터 1037년까지 건설되었다. Vīrānam은 41,500,000 입방미터의 물을 저장할 수 있는 16 km 길이의 수조다.
빗물 수집은 로마 제국에서도 흔했다. 로마 수도교는 익히 알려져 있으며, 수조도 흔히 사용되었고 수조의 건설은 제국이 확장됨에 따라 늘어났다. 예를 들어 폼페이에서는 지붕 빗물 수집은 기원 전 1세기에 수도교가 지어지기 전에 흔했다. 이 역사는 비잔틴 제국과 함께 지속되었으며, 예를 들자면 이스탄불의 바실리카 시스턴이 있다.

### 현재

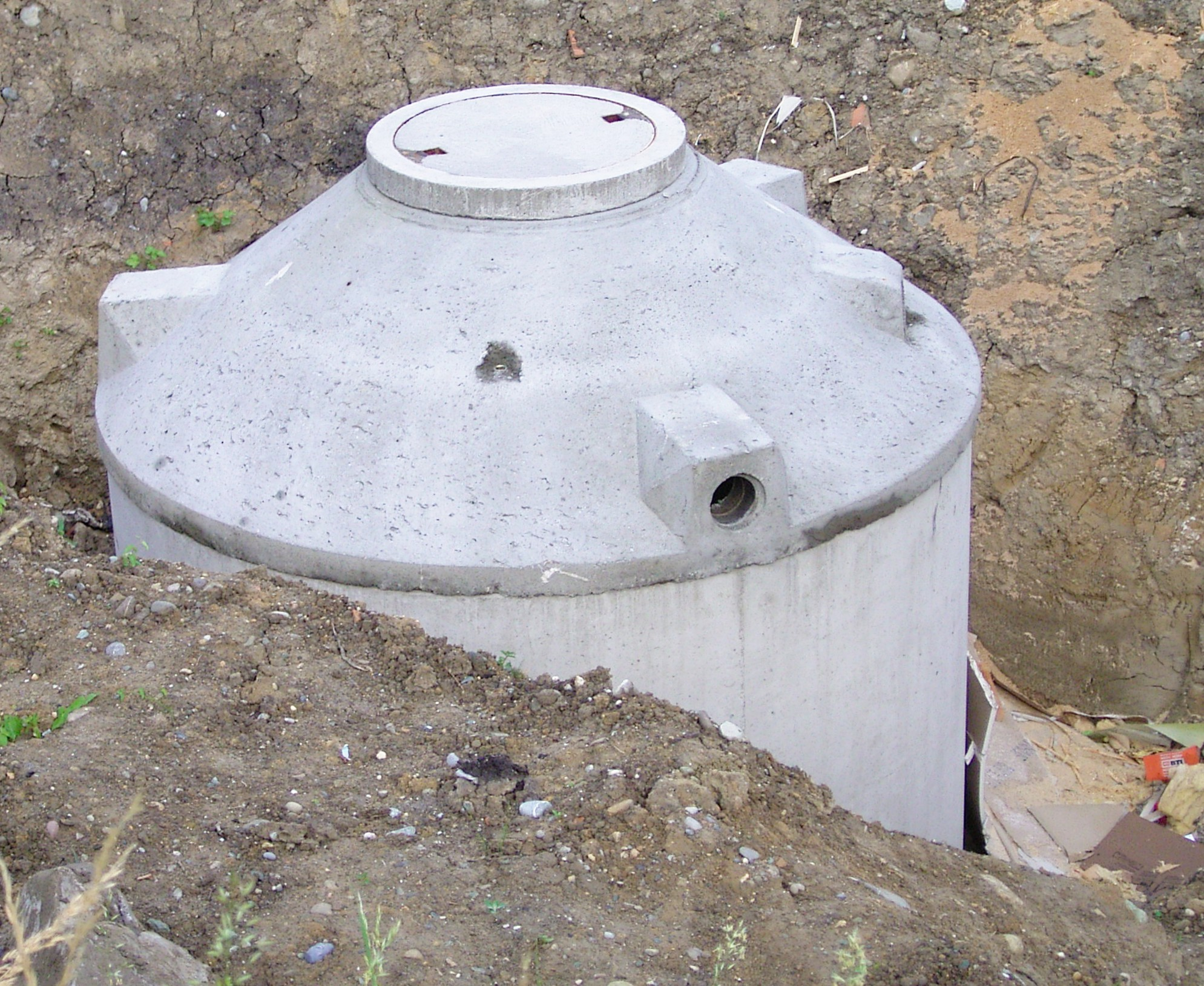
빗물 저장을 위한 저수조

- 중국, 아르헨티나, 브라질에서는 옥상 빗물 수집은 식수, 가정용수, 가축용수, 소규모 관개용수, 지하수의 보충을 위한 방법을 제공하기 위해 실행되었다. 중국의 간쑤와 브라질 북동부의 반건조 지대에서는 제일 거대한 규모의 옥상 빗물 수집 계획이 진행 중이다.
- 태국은 빗물 수집에 의존하는 시골 인구의 비율이 제일 높아서, 현재 약 40% 정도 된다.[4] 빗물 수집은 1980년대에 정부에 의해 크게 홍보되었다. 1990년대에, 빗물 수조를 위한 정부 기금이 고갈된 이후, 민간 부문이 끼어들어 수백만 개의 수조를 민간 가정에 보급하였고, 대부분이 현재까지 쓰이고 있다.[5]
- 버뮤다에서는 모든 신축 건물은 거주자를 위해 빗물 수집 시설을 포함해야 한다고 법규로 규정하고 있다.[6]
- 버진 제도도 비슷한 법이 있다.
- 세네갈과 기니비사우에서는 디올라족의 주택은 흔히 지역적인, 유기적인 물질로 만든 빗물 수집기를 구비하고 있다.
- 미얀마의 이라와디삼각주에서는 지하수는 염분이 함유되어 있으며 지역공동체는 건기에 그들의 식수 수요를 충족시키기 위해 진흙으로 뒤덮인 빗물 웅덩이에 의존한다. 이 연못들 중 어떤 것들은 오래되었고 대단한 존경과 숭배의 대상이 된다.
- 미국에서, 콜로라도에서는 빗물 수집은 2009년까지 수자원법으로 거의 완전히 제한되어 있었다. 빗물을 수집한 부동산의 소유자는 흐르는 물을 가져갈 권리가 있는 사람들에게서 물을 훔쳐가는 것으로 간주되었다. 현재는, 특정한 기준을 만족하는 주거용 우물의 소유자는 빗물 집수 체계를 설치하는 것을 허락받을 수 있다(SB 09-080).[7] 10배 이상의 규모의 시범 연구도 허용될 수 있다(HB 09-1129).[8] 콜로라도 입법부가 법을 바꾸도록 한 주요한 요인은 덴버의 남쪽 교외에 위치한 더글러스 카운티의 강수량의 연 평균 97%는 물줄기에 닿지 못하며, 식물에 흡수되거나 땅 위에서 증발한다는 2007년의 연구였다. 콜로라도에선, 35 에이커(14 헥타르) 미만의 부동산에서는 우물을 뚫을수조차 없다. 빗물 집수는 뉴 멕시코 산타페의 새로운 거주지에 의무적으로 설치되어야 한다.[9] 텍사스는 빗물 집수 장비의 구매에 세금 공제를 제공한다. 텍사스[10]와 오하이오는 음용수를 위한 집수마저 허락한다. 오클라호마는 다른 물 절약 기술들과 함께 빗물과 잡배수를 사용하기 위한 시범 프로젝트를 시행하기 위해 2012년에 Water for 2060 Act를 통과시켰다.[11]
- 베이징에서는 어떤 주택 조합들이 이제 빗물을 적절한 처리를 거친 이후에 그들의 주요한 물 공급 수단으로 사용하고 있다.
- 아일랜드에서는 미첼 맥긴리 교수가 유니버시티 칼리지 더블린의 생태계 설계 경연대회 모듈의 빗물 수집 체계의 원형을 설계하기 위한 프로젝트를 창설했다.

#### 캐나다
많은 캐나다인들은 폭풍수를 저장, 관개, 세탁, 화장실에 사용하기 위해 빗물 집수 체계를 구비하기 시작했다. 2000년대 중반부터의 캐나다 법의 상당한 개정은 이 기술의 농업, 산업, 가정적인 사용을 늘려왔지만, 많은 주의 법에 애매모호함이 남아있다. 내규와 지방자치구역의 규범은 흔히 빗물 집수를 규정한다.

#### 인도
- 인도 전체: 현재 빗물 집수가 인도 전체에서 허용되지는 않는다.
- 안드라 프라데쉬에서는, 지하수면이 대개 지표면에서 7m 이하에 위치해 있다. 지하수면이 몬순 시기에 사용 가능한 강우를 적절히 사용해서 4m까지 높아질 수 있다면, 농작물은 물 부족에 직면하지 않고 지하수를 사용하여 연간 내내 무난히 성장할 수 있다.
- 타밀 나두는 지하수 고갈을 방지하기 위해 모든 건물에 빗물 집수를 강제한 최초의 주다. 이 전략은 2001년에 시작되었으며 타밀 나두의 모든 시골 지역에 적용되어왔다. 타밀 나두 전역에 붙은 포스터가 빗물 집수 TN Govt site에 대해 널리 알렸다. 이 계획은 5년 안에 훌륭한 결과를 보여주었고, 인도의 다른 주들은 천천히 타밀 나두를 따라가고 있다. 그러한 도입 후에, 첸나이는 5년 간 수면이 50%가량 상승했고 수질은 급격히 향상되었다.[12]
- 카르나타카 : 벵갈루루에서는 빗물 집수의 적용은 모든 60 ft (18.3 m) X 40 ft (12.2 m) 이상의 크기의 부동산이나 30 ft (9.1 m) X 40 ft (12.2 m) 이상의 크기를 가진 모든 신축 건물에 강제된다. 뱅갈로르 물 공급 및 하수도 위원회는 방갈로르 자야나가에 위치한 1.2 ac (4,900 m2) 에 이르는 면적의 지대에 모크샤군담 비스베스바라야경의 이름을 따서 "빗물 집수 테마 파크"를 개시하여 건설하였다. 이 공원에서는 26 가지의 빗물 집수 모델이 물을 보존하는 방법에 대한 조언과 함께 전시되어 있다. 1층의 강당은 "녹색" 냉방 체계가 설치되어 있으며 미팅을 마련하고 학생들과 일반 청중들에게 빗물 집수에 대한 비디오 영상을 보여주기 위해 사용될 예정이다.[13] 방갈로르 인도 과학원의 화학공학부는 태양 증류기의 표면 위를 사용하여 빗물을 수집하기 위한 시도를 진행 중이다[14] 작은 사방댐, 농장 연못, 제방, 몬순 기간에 착정의 관에 뚫은 가는 구멍을 통해 들어가는 빗물을 이용한 착정의 재충전에 이르기까지, 카르나타카의 시골 지역을 위한 많은 빗물 집수 계획이 있다. 이 작업은 산칼파 시골 개발회Sankalpa Rural Development Society 라 불리는 비정부기구에 의해 이루어져왔다.
- 라자스탄에서는 빗물 집수가 전통적으로 타르 사막에 거주하는 사람들에 의해 행해져왔다. 라자스탄의 많은 고대의 빗물 집수 시스템이 현재 복구되어왔다.[15] 라젠드라 싱 박사는 라자스탄에서 굉범위한 작업을 완료했고 사리스카 호랑이 보호구역 지역의 다섯 개의 강을 복구시켰다. 빗물 집수 체계들은 라자스탄의 다른 영역에서도 사용되는데, 예를 들면 자이푸르 구역의 차우카 체계와 같은 것들이 있다.[16]
- 케랄라:
- 현재 마하라시트라의 푸네에서는 빗물 수집이 새로 등록하는 모든 주택 모임에 대해 의무화된다.
- 마하라시트라의 뭄바이에서는 빗물 집수가 물 부족을 해결하기 위한 좋은 수단으로 고려되고 있다. 뭄바이 시의회는 빗물 수집을 대규모 단체에 의무화할 계획이다.[17]

#### 이스라엘
국제 로터리와 협력 중인 The Southwest Center for the Study of Hospital and Healthcare Systems은 나라 곳곳에 빗물 집수 모형 프로그램을 후원하고 있다. 첫 빗물 집수 체계는 이스라엘 로드의 초등학교에 설치되었다. 이 프로젝트는 세 번째 단계에 하이파로 확대할 계획이다. The Southwest Center는 현재 서안 지구에 빗물 집수 프로젝트를 진행 중인 워싱턴 DC의 수자원 실천 프로젝트와 제휴 중이기도 하다. 빗물 집수 체계는 중동이 직면한 물 부족 문제를 처리하는 한편, 학생들에게 물 보존 이론을 가르치고 서로 다른 종교적, 윤리적 배경을 가진 사람들 사이에 다리를 놓아주기 위하여 지역의 학교에 설치되고 있다.

#### 뉴질랜드
뉴질랜드는 남부, 서부에는 강수량이 충분하지만, 나라의 많은 지역에서는 빗물 수집은 대부분의 시골 지역에서 흔하며 대부분의 지방에서 이를 권장하고 있다.

#### 스리랑카
빗물 집수는 시골 지역에서 농업 용수와 식수를 얻기 위한 인기 있는 수단이 되어왔다. 빗물 집수를 촉진하기 위한 법안이 도시개발청의 Act, No. 36 of 2007를 통해 제정되었다. 란카 빗물 집수 포럼Lanka rainwater harvesting forum 은 스리랑카의 계획을 이끈다.

#### 남아프리카
남아프리카수자원연구회는 빗물 집수에 대한 연구를 지원했다. 이 연구에 대한 보고서는 그들의 '지식 허브'에서 이용 가능하다. 건조 지역, 반건조 지역, 습한 지역에서의 연구들은 피복, 구덩이, 배토작업, modified run-on plot와 같은 것들이 작은 규모의 경작에 효과적이라는 것을 증명했다.

#### 영국
영국에서는 흔히 정원 등에 사용될 빗물을 모으기 위해 가정의 정원이나 주말농장에 빗물탱크를 설치한다. 영국 정부의 지속가능한 주택 규정은 신축 주택에 화장실, 급수, 세척에 쓸 빗물을 모으기 위한 큰 지하 수조를 설치하는 것을 권장했었다. 이상적인 설계를 통해 외부에서의 물의 공급을 절반까지 줄일 수 있다. 법규는 2015년에 폐지되었다.

## 새로운 접근
집수용 지붕을 사용하는 대신, 뒤집어진 우산처럼 생긴 빗물받침이 빗물을 모은다. 이는 오염의 가능성을 줄여주며 개발도상국에서 음용수를 생산할 수 있다. 이 스스로 설 수 있는 빗물 수집기응 지속가능한 원예와 작은 구역의 농장에 적용할 수 있다.

네덜란드에서 발명한 그로아시스 워터박스또한 이슬과 빗물을 수집하고 저장하여 나무가 성장하는 데 유용하다. 

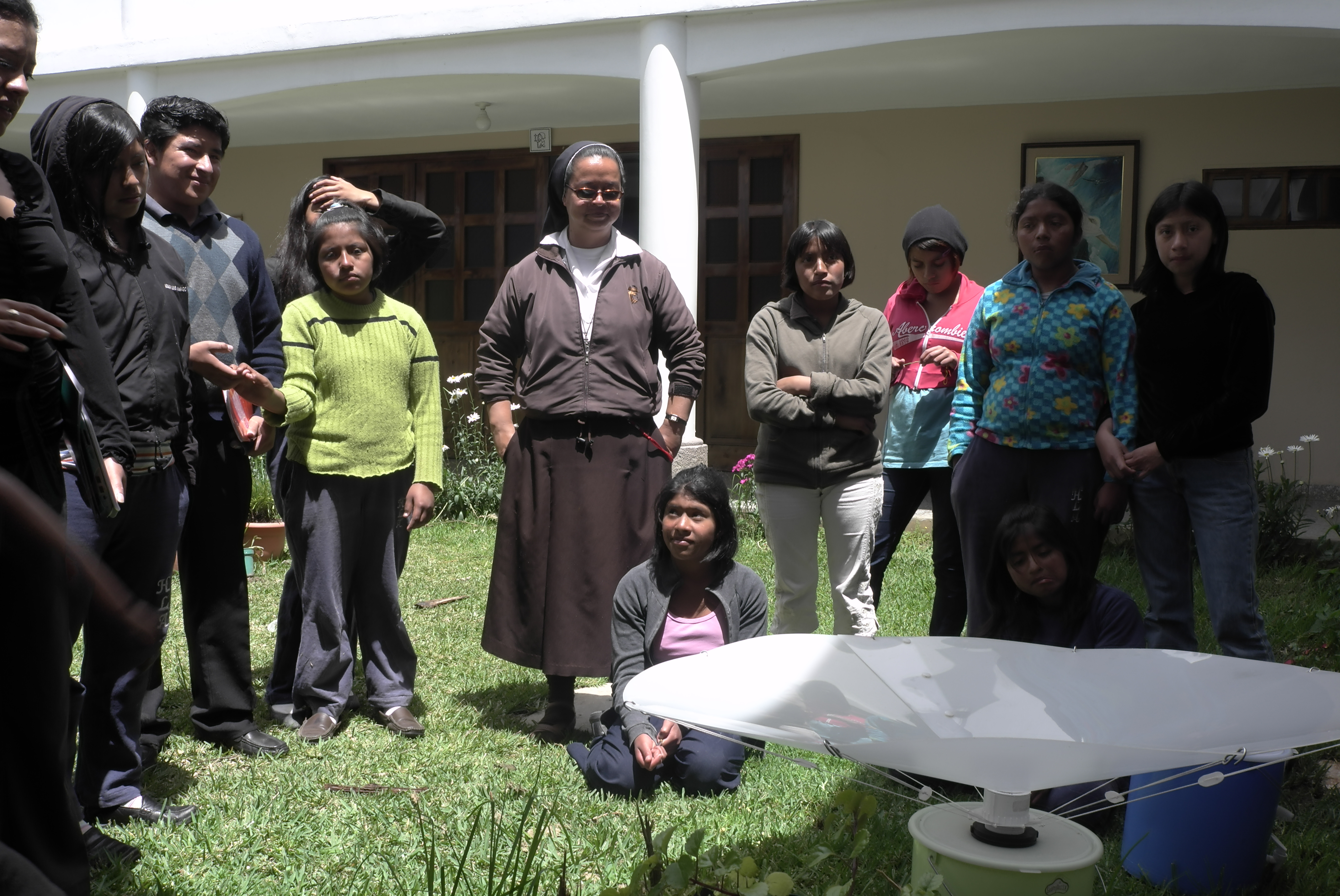
과테말라의 고아원의 고아들을 대상으로 한 빗물받이 체계의 소개

전통적으로 유수지를 사용한 폭풍수의 관리는 한 가지 목적을 위해 사용되었지만 최적화된 실시간 조정은 이 기반시설이 저장용량을 조정하지 않고 빗물 집수 성능을 두 배로 향상시킨다. 이것은 EPA 본부에서 폭풍이 일어나기 전에 저장된 물을 이동하기 위해 쓰여, 나중에 물을 재사용할 수 있게 보장하고 비가 올 때 물의 흐름을 줄이기 위해 사용되었다. 이것은 배출되는 물의 질을 높이고 합류식 하수도 역류 시에 방출되는 물의 양을 줄이는 효과가 있다.
일반적으로 사방댐이 표면의 물이 심토 지층으로 침투하는 것을 촉진하기 위해 물줄기를 가로질러 설치된다. 사방댐의 물이 찬 영역의 수분 침투는 노천채광에 사용되는 ANFO를 사용해서 심토 지층과 상부 퇴적물의 구조를 흐트러 인공적으로 몇 배씩 촉진될 수 있다. 이로 인해 지역의 대수층은 건조한 시기에 이용가능한 지표수를 빠르게 충전될 수 있다.

### 비전통적 방식
- 1992년에 미국의 예술가 마이클 존스 매킨은 네브라스카 오마하의 베미스현대예술센터에 오마하의 하늘에 완전히 지속가능한 무지개를 만드는 예술작품을 창조했다. 프로젝트는 수천 갤론의 빗물을 모으고, 이를 총 12,000 갤론 용량의 여섯 개의 탱크를 직렬로 이어서 저장했다.[28] 이 거대한 체계는 5개월 간의 수명 동안 미국 중서부에서 제일 거대한 도시의 빗물 집수 장소 중 하나였다.

### 습지림에 의한 빗물 집수

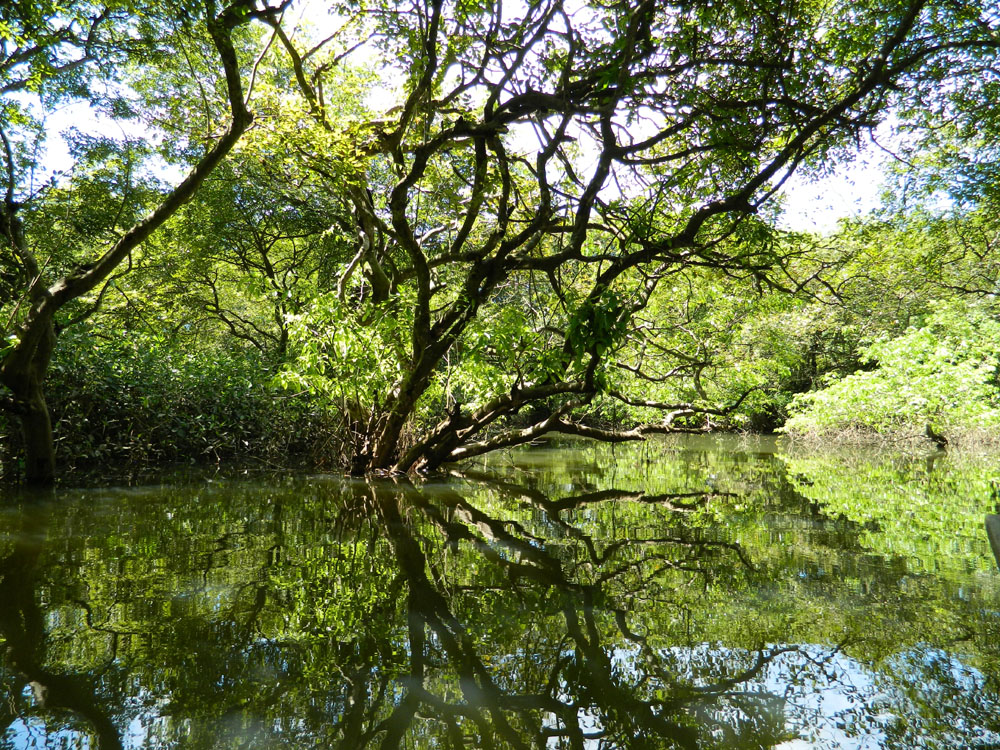
방글라데시의 라타르굴 습지림

빗물 집수는 사용된, 잠긴 땅에서 나오는 소득을 손실하지 않고 습지림을 성장시키는 것을 통해 가능하다. 빗물 집수의 주된 목적은 막대한 자본을 지출하지 않고 연간 내내 필요한 물을 얻기 위해 지역적으로 이용가능한 빗물을 사용하는 것이다. 이것은 가정, 산업, 관개에 오염되지 않은 물을 이용하는 것을 촉진시킬 것이다.

### 태양광 패널을 통해 수집되는 빗물
인구 밀도가 높은 지역 근처에서, 고품질의 수자원은 소비자들에게 점점 희귀하고 비싸지고 있다. 태양 에너지와 함께, 빗물은 모든 지역에서 주요한 재생자원이다. 해마다 전 세계의 모든 지역에서 넓은 영역이 태양광 발전기로 뒤덮이고 있다. 태양광 패널은 그 위에 떨어지는 빗물을 수집하는 데 활용할 수 있고, 빗물은 박테리아와 그에 기반하는 문제가 없으며 염분이 거의 없기 때문에 단순한 여과와 살균을 통해 생수를 얻어낼 수 있다. 병에 담긴 식수와 같은 부가 가치 제품을 위해 빗물을 이용하면 식수 생산을 통한 소득이 보장되어 강우량이 많거나, 구름이 잘 끼는 지역에서조차 태양광 패널을 유용하게 사용할 수 있는 길이 열리게 된다.

## 이점
빗물 집수는 지역적으로 물이 모자랄 때 독립적인 공급을 제공하며, 선진국에서는 보조 수단으로 흔히 사용된다. 빗물 집수는 가뭄이 일어났을 때 물을 제공하고, 저지대의 홍수를 완화하는 데 도움이 되며, 우물의 필요성을 줄여 지하수면을 유지하는 데 도움을 줄 수 있다. 빗물 집수는 음용수 생산에도 이용할 수 있는데, 빗물이 염분 걱정이 없기 때문이다. 도시의 물 관리 체계에 빗물 집수를 적용하면 물 분배 체계에서 생수의 필요성을 줄이고, 하수 처리 체계에 흘러들어가는 폭풍수의 양을 줄이며, 깨끗한 물을 오염시키는 지면을 흐르는 폭풍수를 줄임으로서 급수 체계, 폐수 체계 양쪽에 상당한 이점을 제공한다.
많은 양의 작업이 환경적인 영향의 수준과 빗물 집수 체계를 설치함으로서 절약될 수 있는 돈의 양을 평가하기 위해 전 과정 평가와 전 과정 비용 산정 방법론에 집중되고 있다.
빗물 집수가 농업에 가져올 수 있는 이익을 이해하기 위해서는 더 많은 개발과 지식이 필요하다.

### 독립적인 물 공급
빗물 집수는 물이 모자랄 때 독립적인 공급을 제공한다. 깨끗한 물이 비싸거나 얻기 어려운 지역에서는, 빗물 집수는 깨끗한 물의 중요한 원천이다. 선진국에서는 빗물은 주로 부수적인 방식으로 간주되지만, 빗물 집수는 가정의 수도 비용이나 전체적인 사용량을 감소시킬 수 있다. 빗물은 지상의 염분이나 오염원으로부터 떨어져 있어, 빗물 집수가 이용되는 지역의 음용수의 질을 향상시킨다.

### 가뭄 시 보충
가뭄이 발생하면, 지난 기간에 모아둔 빗물을 사용할 수 있다. 강우 예측이 불가능하면, 빗물 집수 체계의 사용은 내리는 비를 붙잡는 데 중요한 역할을 할 수 있다. 많은 나라들, 특히 기후가 건조한 국가들은, 빗물 집수를 값싸고 의지할만한 깨끗한 물의 원천으로 사용한다. 건조한 환경에서 관개를 촉진하기 위해, 토양의 이랑이 빗물을 붙잡아 언덕과 경사를 따라 흘러가버리는 것을 막기 위해 건설되었다. 강우량이 낮은 기간동안에조차작물이 자라기에 충분한 물을 수집할 수 있다. 물은 지붕에서 수집될 수 있고, 댐과 연못이 많은 양의 빗물을 모아두기 위해 건설되어 비가 거의, 전혀 없는 나날에도 곡물에 관개하기에 충분한 물을 공급할 수 있다.
추가적으로, 빗물 집수는 우물에서 물을 얻을 필요성을 줄여주어서, 지하수면이 고갈되기보다는 유지될 수 있도록 한다.

### 전 과정 평가
전 과정 평가는 어떤 체계가 작동하는 동안 시작부터 끝까지 환경적인 영향을 평가하는 데 사용되는 방법론이다. 위생 시설 기술의 경제적이고 환경적인 분석(The Economic and Environmental Analysis of Sanitations Technologies, EEAST 보관됨 2018-04-04 - 웨이백 머신) 모델은 다양한 건물의 종류의 생애에 걸친 온실가스 배출과 체계의 비용을 평가한다.
빗물 집수 체계의 기능적인 척도를 다루기 위해, 화장실 변기에 사용할 빗물 집수의 환경적인 영향의 관점에서 이상적인 건물의 설계(공급)와 기능(수요)을 식별하는 새로운 척도 - 지원에 대한 요구의 비율 - 가 개발되으며, 빗물의 공급이 식수를 절약할 뿐만 아니라 결합된 하수도 체계로 들어가는 빗물도 절약한다는 발상(정화처리가 필요)을 이용하면, 환경적인 방출의 절약은 분리된 것보다 건물이 결합된 하수도 체계에 연결되어 있을 때 더 높다.

## 체계 구성
빗물 수집 체계는 복잡성에 따라, 최소한의 기술로 설치될 수 있는 체계에서 진보된 구성과 설치를 요구하는 자동화 체계까지를 포함한다. 기본적인 빗물 수집 체계는 기술적인 작업보다는 배관 작업의 비중이 높은데, 건물 테라스에서의 모든 입구는 빗물을 저장하는 지하 수조를 통해 연결되어 있기 때문이다.
체계들은 건조한 시기에 물의 필요를 충족시키기 위한 크기가 이상적인데, 그것이 매일의 물 소비를 충족시킬 수 있을 정도로 커야 하기 때문이다. 특히 건물 지붕과 같은 빗물 수집 영역은 적절한 물의 흐름을 가지기에 충분히 커야 한다. 물탱크의 크기는 수집된 물을 보유할 수 있을 정도로 커야 한다.
저차원적 기술 체계를 위해, 많은 저차원적 기술을 사용한 방식이 빗물을 수집하기 위해 사용된다. 옥상 체계, 표면 수분 수집, 이미 지면을 적신 빗물을 빨아들이거나 저수지에서 물을 모아 수조에 저장하는 방식 등이 이용된다.
빗물 집수 체계가 설치되기 전에, 전자 도구를 사용하면 유용하다. 예를 들면 지역이 빗물 집수 잠재력이 높은지 측정하기 위해, 빗물 집수 GIS 지도가 online interactive tool 을 사용해 만들어질 수 있다. 또는 지역공동체가 필요로 하는 물의 양을 평가하기 위해 Rain is Gain과 같은 것을 활용할 수 있다. 이러한 도구는 체계를 구축하기 전에 시간과 자금을 절약하며, 프로젝트가 지속 가능하고 오랫동안 작동할 수 있도록 한다.

### 빗물 수집의 적용

#### 가정용
- 중국, 아르헨티나, 브라질에서는 옥상 빗물 집수가 음용, 가정용, 가축용, 소규모 관개용, 지하수 충전용으로 사용된다. 중국의 간쑤성과 브라질 북동부 지방은 진행 중인 제일 거대한 옥상 빗물 집수 계획을 가지고 있다.
  - 태국의 시골 인구의 약 40%가 빗물 집수를 이용한다. 빗물 집수는 1980년대에 정부에 의해 크게 추진되었다. 1990년에, 저수조에 사용할 정부의 기금이 고갈된 뒤에, 민간 부문이 끼어들었고 개인 가정에 수백만 개의 저수조를 제공했으며, 대부분이 오늘날까지 쓰이고 있다. 이것은 세계적으로 제일 거대한 물의 자체 공급의 사례 중 하나다.
- 빗물 집수는 뉴멕시코 산타페의 신축 주택에 의무적으로 실시되어야 한다.
- 텍사스는 빗물 집수 장치의 구매에 세금 공제를 제공한다.
- 텍사스와 오하이오는 빗물 집수를 음용수로조차 사용하는 것을 허용한다. 오클라호마는 빗물과 잡배수를 사용하기 위한 시범 계획을 다른 물 절약 기술과 함께 홍보하기 위해 2012년에 Water for 2060 법령을 통과시켰다.
- 영국에서는 빗물받이통이 가정의 정원과 주말농장에서 빗물을 모으기 위해 흔히 사용되며, 빗물은 이후에 정원에 물을 대는 데 쓰인다.

#### 지하수 충전
- 인도 안드라프라데시에서는 지하수면이 대개의 지표면에서 7미터 정도 아래에 있다. 빗물 집수의 다양한 방법을 통해, 지하수면은 몬순 계절의 강우를 이용하여 4미터까지 올라갈 수 있다. 지하수 재충전은 농작물이 물 부족에 직면하지 않고 연간 내내 지하수를 사용해 관개할 수 있게 해주기 때문에 중요하다.
- 인도 타밀 나두는 지하수 고갈을 방지하기 위해 모든 건물에 빗물 집수를 강제한 첫 번째 주가 되었다. 이러한 전략은 2001년에 개시되었으며 타밀 나두의 모든 시골 지역에 시행되었다. 타밀나두 전역의 우체죽은 빗물 집수 사이트에 대해 알렸다. 이 계획은 5년 안에 훌륭한 결과를 보여주었고, 인도의 다른 주에 있어 빗물 집수 체계의 모범이 되고 있다.

#### 산업
- 프랑크푸르트 공항은 독일에서 제일 거대한 빗물 집수 체계를 갖추고 있는데, 연간 약 10만 입방미터의 물을 절약하는 효과가 있다. 이 시스템의 비용은 1993년에 150만 마르크 (63,000 미 달러)에 달했다. 이 체계는 26,800 평방미터에 달하는 새 터미널의 지붕에서 빗물을 모은다. 빗물은 공항의 지하실에 있는, 100 입방 미터를 저장할 수 있는 여섯 개의 탱크로 모인다. 빗물은 주로 화장실 변기를 내리거나, 식물에 물을 주거나, 냉방체계를 청소하는 데 사용된다.

## 질
불순물의 축적은 유거수의 초기우수를 폐기함으로서 크게 줄어든다. 향상된 수질은 부유하는 배수 장치와, 일련의 탱크의 집합을 설치해 마지막 탱크에서 물을 빼내는 방식을 통해 얻어낼 수도 있다. 사전 여과는 산업계에서 수조를 통과하는 큰 침전물을 제거하기 위해 흔히 쓰인다. 사전 여과는 집수 체계가 올바르게 유지되는 데 중요하다.
개념적으로, 빗물 집수 체계는 물의 질과 용도가 맞아떨어져야 한다. 하지만 대부분의 선진국에서는 모든 용도에 높은 질의 음용수가 사용된다. 이러한 접근방식은 돈과 에너지를 낭비하고 환경에 불필요한 영향을 강요한다. 화장실 변기, 관개와 세탁과 같은 용도에 비음용수에 적합한 수준의 사전 필터링 과정을 거친 빗물을 공급하는 것은 지속가능한 물 관리 전략에 중요한 부분이 될 수 있다.

## 참고 문서
- 공기 우물
- 대기 수분 추출기
- 부도
- 유수지
- 피크 워터
- 저류지
- 물 보전